# Pedro Montt Montt
Pedro Montt Montt   (Santiago de Xile, 29 de juny de 1849 - Bremen, 16 d'agost de 1910) va ser un advocat i polític xilè, President de la República de Xile entre 1906 i 1910 i ministre d'Estat durant les presidències de Domingo Santa María, Jordi Montt i Álvarez i José Manuel Balmaceda.
Va ser el líder del Partit Nacional de Xile i va transicionar des d'un estil autoritari fins a la defensa del parlamentarisme, enfrontant-se a José Manuel Balmaceda durant la Guerra Civil Xilena de 1891.
Va presentar candidatura a les eleccions presidencials el 1901 i va ser finalment elegit el 1906, liderant un moviment conegut com "regeneracionista". El seu mandat va tenir greus crisis polítiques i econòmiques com el terratrèmol de Valparaíso de 1906, el pànic financer de 1907. El seu govern ser responsable de la Matança de l'Escola Santa Maria d'Iquique.
D'ascendència catalana, era membre de la poderosa família Montt i fill del també president Manuel Montt i de Rosario Montt.